# فرهنگسرا
فرهنگ سرا ساختمانی است که در آن یک یا چند نهاد فرهنگی فعالیت دارند. در فرهنگ سراها معمولاً شرایطی برای آموزش امور گوناگون فرهنگی و اجتماعی و همچنین آموزش پیشه‌ها و هنرهای گوناگون مانند نگارگری، کوزه‌گری، خیاطی و جز اینها فراهم می‌شود. برخی از فرهنگ سراها کتابخانه و انتشارات ویژهٔ خود را نیز دارند.
در ایران، تا امروز، بیشتر فرهنگ سراها در شهر تهران و چند شهر بزرگِ دیگر مانند اصفهان برپا شده‌اند و معمولاً کوشیده شده برای هر منطقهٔ شهرداری یک فرهنگسرای بزرگ ترتیب داده شود. برخی از فرهنگسراها، به‌جز پوشش دادن منطقهٔ خود، به فعالیت‌های فرامنطقه‌ای نیز می‌پردازند.
بسیاری از فرهنگ سراها ویژه‌کار (تخصصی)اند، یعنی فعالیت خود را گرد یک گروه یا یک محور کاری متمرکز می‌سازند.
فرهنگ سراها، برپایهٔ شیوهٔ فعالیت، به یکی از محورهای سه‌گانهٔ شخصیت (کیستی)، محتوا (درونمایه) و نهاد می‌پردازند:
فرهنگ سراهای شخصیت‌محور عبارتند از فرهنگسراهای کودک، نوجوان، جوان، دانشجو، دختران، بانو، و سالمند.

فرهنگ سراهای محتوامحور عبارتند از: اندیشه، قرآن، انقلاب، فرهنگسرای مجازی، پایداری، هنر، ملل، قانون، تیره‌ها (اقوام)، ورزش، ماه بهمن، کار، دانش‌ها، تندرستی، طبیعت، و فناوری اطلاعات.

فرهنگ سراهای نهادمحور عبارتند از خانواده، مدرسه، و شهر.